# Kedungsugih
Kedungsugih is een bestuurslaag in het regentschap Tegal van de provincie Midden-Java, Indonesië. Kedungsugih telt 1789 inwoners (volkstelling 2010).